# Atena
Atena (gr. Ἀθηνή Athene, Ἀθηναίη Athenaie, łac. Minerva) – w mitologii greckiej bogini mądrości, sztuki, sprawiedliwej wojny oraz opiekunka miast, m.in. Aten i Sparty. Jest jedną z dwunastu głównych bogów olimpijskich. Jej atrybutami są: włócznia, tarcza i łuk. Jej świętym zwierzęciem jest sowa, a rośliną – oliwka. Jej rzymskim odpowiednikiem jest Minerwa.

## Geneza
Geneza Ateny nie została jednoznacznie ustalona. Wiadomo jednakże, że istniała już za czasów przedgreckich. Teksty zapisane pismem linearnym B wskazują na jej dużą rolę w okresie mykeńskim. Miałaby wtedy opiekować się władcami i pałacami królów, co wiązałoby się z jej późniejszą rolą patronki miast i rodów bohaterskich.

## Rodowód i narodziny

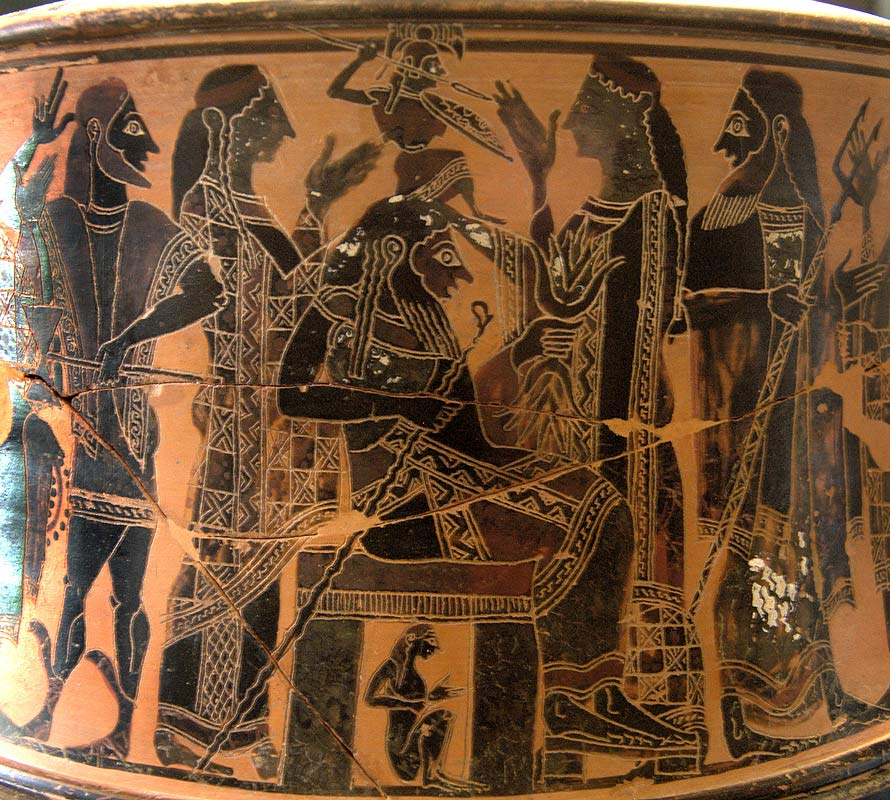
Narodziny Ateny

Jest to drzewo genologiczne rodziny bogów. 
|         |         |         |         |         |         | Uranos | Uranos | Uranos | Uranos | Uranos | Uranos |        |        |  |  |      |      | Gaja | Gaja | Gaja | Gaja | Gaja | Gaja |        |        |        |        |        |        |
|         |         |         |         |         |         | Uranos | Uranos | Uranos | Uranos | Uranos | Uranos |        |        |  |  |      |      | Gaja | Gaja | Gaja | Gaja | Gaja | Gaja |        |        |        |        |        |        |
|         |         |         |         |         |         |        |        |        |        |        |        |        |        |  |  |      |      |      |      |      |      |      |      |        |        |        |        |        |        |
|         |         |         |         |         |         |        |        |        |        |        |        |        |        |  |  |      |      |      |      |      |      |      |      |        |        |        |        |        |        |
| Okeanos | Okeanos | Okeanos | Okeanos | Okeanos | Okeanos |        |        | Tetyda | Tetyda | Tetyda | Tetyda | Tetyda | Tetyda |  |  | Reja | Reja | Reja | Reja | Reja | Reja |      |      | Kronos | Kronos | Kronos | Kronos | Kronos | Kronos |
| Okeanos | Okeanos | Okeanos | Okeanos | Okeanos | Okeanos |        |        | Tetyda | Tetyda | Tetyda | Tetyda | Tetyda | Tetyda |  |  | Reja | Reja | Reja | Reja | Reja | Reja |      |      | Kronos | Kronos | Kronos | Kronos | Kronos | Kronos |
|         |         |         |         |         |         |        |        |        |        |        |        |        |        |  |  |      |      |      |      |      |      |      |      |        |        |        |        |        |        |
|         |         |         |         | Metis   | Metis   | Metis  | Metis  | Metis  | Metis  |        |        |        |        |  |  |      |      |      |      | Zeus | Zeus | Zeus | Zeus | Zeus   | Zeus   |        |        |        |        |
|         |         |         |         | Metis   | Metis   | Metis  | Metis  | Metis  | Metis  |        |        |        |        |  |  |      |      |      |      | Zeus | Zeus | Zeus | Zeus | Zeus   | Zeus   |        |        |        |        |
|         |         |         |         |         |         |        |        |        |        |        |        |        |        |  |  |      |      |      |      |      |      |      |      |        |        |        |        |        |        |
|         |         |         |         |         |         |        |        |        |        |        |        | Atena  |        |  |  |      |      |      |      |      |      |      |      |        |        |        |        |        |        |

Atena przyszła na świat inaczej niż inni bogowie greccy. Jej ojciec Zeus wdał się w romans z Metydą, boginią rozwagi. Był to jeden z jego pierwszych romansów. Metis uchodzi też za pierwszą żonę władcy pioruna. Obiekt zainteresowań władcy Nieba, to personifikacja rozwagi, była ona córką Okeanosa i Tetydy lub też tytanką. Gdy zaszła ona w ciążę, Gaja wypowiedziała przepowiednię, zgodnie z którą jako pierwsze dziecko tej pary urodzi się dziewczynka, kolejny zaś przyjdzie na świat chłopiec, który odbierze Zeusowi panowanie nad światem i wypędzi ojca z Olimpu. Władca nieba zaczął więc obawiać się, że urodzone z tego związku dziecko odbierze mu władzę. Połknął więc Metydę noszącą jego córkę. Począł po tym cierpieć na bóle głowy, które utrzymywały się dłuższy czas. Wezwał więc do siebie boskiego kowala, Hefajstosa, któremu polecił rozłupać sobie czaszkę toporem, aby dojść do przyczyny złego stanu zdrowia i ją usunąć..
Gdy Hefajstos uderzył w głowę swego ojca, wyskoczyła z niej Atena ubrana w jasną zbroję. Wydała od razu okrzyk wojenny.
Inny mit mówi, że po urodzeniu Ateny Hera pozazdrościła swemu mężowi, że wydał na świat dziecko bez jej pomocy. W efekcie zrodziła Hefajstosa. Wedle innej wersji jest on synem zarówno Zeusa, jak i Hery, natomiast dzieckiem zrodzonym wyłącznie z Hery na skutek jej gniewu na Zeusa za samodzielne zrodzenie Ateny jest Tyfon, olbrzymi skrzydlaty potwór pokonany przez Zeusa.
Ojcem Ateny rzekomo miał być również Pallas o kozich nogach.

## Imię i przydomki
Jan Parandowski wysuwa hipotezę, że imię bogini bierze swój źródłosłów od przedgreckiej nazwy Aten, a dla Greków imię to znaczyło „Atenka”.
Atenę określano rozmaitymi przydomkami:
- Ergane – Pracownica
- Nike – jest to imię bogini zwycięstwa, kojarzonej z Ateną[8]
- Pallas – Panna
- Partenos – Dziewica, jak Atena najbardziej lubiła być nazywana
- Polias – Patronka Miast[5], nazywana tak głównie w Atenach jako opiekunka miasta[1], Akropolu (jest to przydomek nadawany bóstwom opiekuńczym miast)[9]
- Promachos – Pani Zastępów

Mity tłumaczą głównie pochodzenie przydomku Pallas. Parandowski pisze tylko, że wedle Strabona słowem tym określano „urodziwą i świetnego rodu pannę”. Tymczasem Atena wychowywała się wraz z córką Trytona o imieniu Pallas właśnie. Kiedyś w czasie zabawy córka Zeusa nieumyślnie spowodowała śmierć swej przyjaciółki, czego żałowała i z żalu właśnie przyjęła sobie jej imię za przydomek. Inny mit opowiada, że Partenos napastował Pallas, potwór o kozich nogach. Uchodził on niekiedy za jej ojca. Potwór został zabity przez Atenę. Z jego skóry uczynić miała ona swą tarczę egidę (w innej wersji wykonał ją Zeus ze skóry swej karmicielki Amaltei).

## Atrybuty
Atena nosiła jasną zbroję, używała niekiedy pioruna swego ojca. Posiadała złotą włócznię, a także egidę z głową Meduzy.

### Egida
Egida (aigis) była to używana także przez Zeusa tarcza-pancerz z koziej skóry. Zeus użył do jej produkcji skóry swej karmicielki kozy Amaltei lub też zrobiła ją sama Atena po obdarciu ze skóry kozionogiego Pallasa, który ją napastował. Kiedy Perseusz podarował swej protektorce głowę Meduzy, Atena umieściła ją na tarczy. Dzięki temu miała ona moc przemieniania w skałę każdego śmiałka, który spojrzał na głowę potwora, wszystko, co żyło, ulegało dzięki niej skamienieniu. Można też spotkać się z wersją, wedle której wrogowie nie kamienieli, ale rzucali się do ucieczki. Przedstawiano ją długo jako kozią skórę otoczoną wężami, w późniejszych czasach jej wizerunek zmienił się. Stała się raczej puklerzem ze skórzanych łusek, zaopatrzonym z umieszczoną w centrum głową gorgony Meduzy.
Atena sama stworzyła tę straszną postać. Meduza, jedyna śmiertelna z trzech gorgon, była niegdyś dziewczyną niezwykłej urody. Według jednej z wersji mitu, Meduza nazbyt szczyciła się swymi bujnymi włosami. Bogini mądrości za karę przemieniła je w kłębowisko węży. Inna mówi, że Meduza odbyła stosunek miłosny z Posejdonem w świątyni Ateny, popełniając tym samym świętokradztwo. Bogini nie poprzestała na tym, pomagając później Perseuszowi w zdobyciu głowy Meduzy.
Z drugiej strony Atena potrafiła uratować nagabywaną przez władcę morza dziewczynę imieniem Koronis. Bogini zamieniła ją we wronę.
Córka Zeusa pomogła również zgładzić potwora, którego uczyniła z dawnej piękności. Dzięki niej Perseusz uciął Meduzie głowę, nie patrząc gorgonie w twarz.
Prócz egidy atrybutami Ateny były takie związane z wojną przedmioty, jak hełm czy włócznia.

### Oliwka i sowa
Z drugiej strony rośliną poświęconą bogini było drzewo oliwne, symbol pokoju i bogactwa. Jego gałąź stała się też symbolem zgody pomiędzy skonfliktowanymi.
Ptakiem Ateny była sowa, symbol wiedzy i mądrości, uznawana za najmądrzejszego z ptaków. Sowę często uwieczniano na monetach ateńskich. Uznaje się ją również za ptaka poświęconych Atenie wieszczków

## Cechy i rola

### Bogini mądrości
Atena znana jest jako bogini mądrości. Utożsamiano ją niekiedy z Rozwagą, kiedy indziej nazywając tak jej matkę.
Parandowski już w chwili narodzin z głowy Zeusa określa Atenę mianem dorodnej. Cechowała się wielkim wzrostem, ogromną siłą, ale także niezłomnym hartem ducha. Była surowa i niedostępna. Odziedziczyła po matce rozwagę. Była niezwykle mądra, inteligentna, a także subtelna, umiarkowana.
Należała do 12 bogów Olimpu. Zajmowała jednak szczególne miejsce wśród dzieci Zeusa, będąc jego ulubienicą. Ojciec liczył się z jej opinią i zapewnił jej wysokie miejsce w radzie bogów. Zdarzyło się i jej wystąpić przeciwko ojcu. Hera pragnęła bowiem zatrzymać swego męża przed zejściem na ziemię w celu zdrady małżeńskiej. Planowała zakuć go w łańcuchy. Atena i Posejdon udzielili jej pomocy. Jednakże Zeus wykrył spisek. Jego małżonkę spotkała kara w postaci zawieszenia pod niebem za włosy, o karze dla Ateny się nie wspomina.
Patronka mądrości, uczonych i filozofów zajmowała się także wieloma innymi sprawami. Wprowadziła wiele wynalazków. Pokazała ludziom, jak budować wozy czy statki. W Atenach odpowiadała także za garncarstwo czy kowali. Uratowała Perdiksa, siostrzeńca Dedala i wynalazcę piły, kompasu i koła garncarskiego, gdy zazdrosny o jego talent Dedal zrzucił go ze skały Akropolu. Bogini przemieniła go w kuropatwę, ptaka nazywanego odtąd po grecku jego imieniem.
Stanowiła natchnienie dla twórców. Sama wprowadziła flet. Wyrzuciła go jednak i przeklęła, gdyż uznała, że zniekształca jej policzki. Instrument odnalazł Marsjasz, jeden z sylenów. Nauczył się grać tak pięknie, że wyzwał do zawodów samego Apollina. Po pojedynku bóg obdarł sylena ze skóry, zaopatrzył Midasa, który trzymał stronę sylena, w ośle uszy. Później przekazał flet Dionizosowi.
Opiekowała się uprawą roli, sama wynalazła narzędzia, których używano w rolnictwie attyckim. Uzyskiwano dzięki nim większe plony. Nauczyła ludzi hodowli koni.
Chroniła państwo, stała na straży sprawiedliwego prawa i jego przestrzegania.

### Tkactwo i Arachne
Jako jedyna z bogiń olimpijskich zajmowała się tkactwem i wyszywaniem, w czym doszła do mistrzostwa, była patronką prządek i hafciarek. To ona nauczyła ludzi tych sztuk. Wiąże się z tym mit o Arachne. Ta dumna księżniczka z Lydii była świetną szwaczką i hafciarką. Szczyciła się nawet, że potrafi w tej sztuce prześcignąć samą Atenę. Bogini podjęła wyzwanie i odbyły się zawody w wyszywaniu. Śmiertelniczka stworzyła cudowną tkaninę. Sportretowała Zeusa porywającego Europę, jak i podrywającego Ledę pod postacią łabędzia oraz Danae w postaci złotego deszczu. Było tam przedstawionych także jeszcze wiele innych rzeczy. Bogini nie potrafiła przewyższyć piękna i żywego przedstawienia postaci przez Arachne. W przypływie gniewu podarła tkaninę księżniczki i uderzyła ją czółenkiem. Zrozpaczona dziewczyna powiesiła się. Dopiero wtedy córka Zeusa doznała otrzeźwienia. Przywróciła samobójczyni życie, zamieniając ją w pająka. Parandowski pisze, częściowo cytując Słowackiego, że Arachne srebrne w belkach płócienka przędzie”, na których zawisają tęczowe źdźbła słońca. Istnieje hipoteza, że mit odzwierciedla rywalizację w handlu tkaninami z Aten i z Lydii.
Atena utkała również szatę, którą podarowała w prezencie Harmonii, córce Aresa i Afrodyty, z okazji jej ślubu z Kadmosem. Razem z naszyjnikiem roboty Hefajstosa przedmioty stały się przeklęte, sprowadzając nieszczęście na każdego ich posiadacza. Naszyjnik został w końcu oddany Atenie w Delfach.

### Bogini wojny, opiekunka herosów
Była również boginią prowadzącą do sprawiedliwego boju. Potępiali to filozofowie i uczeni. Atena nosiła bowiem zbroję, a Zeus pozwalał jej nawet używać piorunu. Jednakże Atena swe uzbrojenie wykorzystywała jedynie w słusznej sprawie, do obrony lub w razie innej konieczności. Opiekowała się też herosami, zwłaszcza z Attyki, jak również wodzami podczas wojny trojańskiej.

#### Patronka herosów

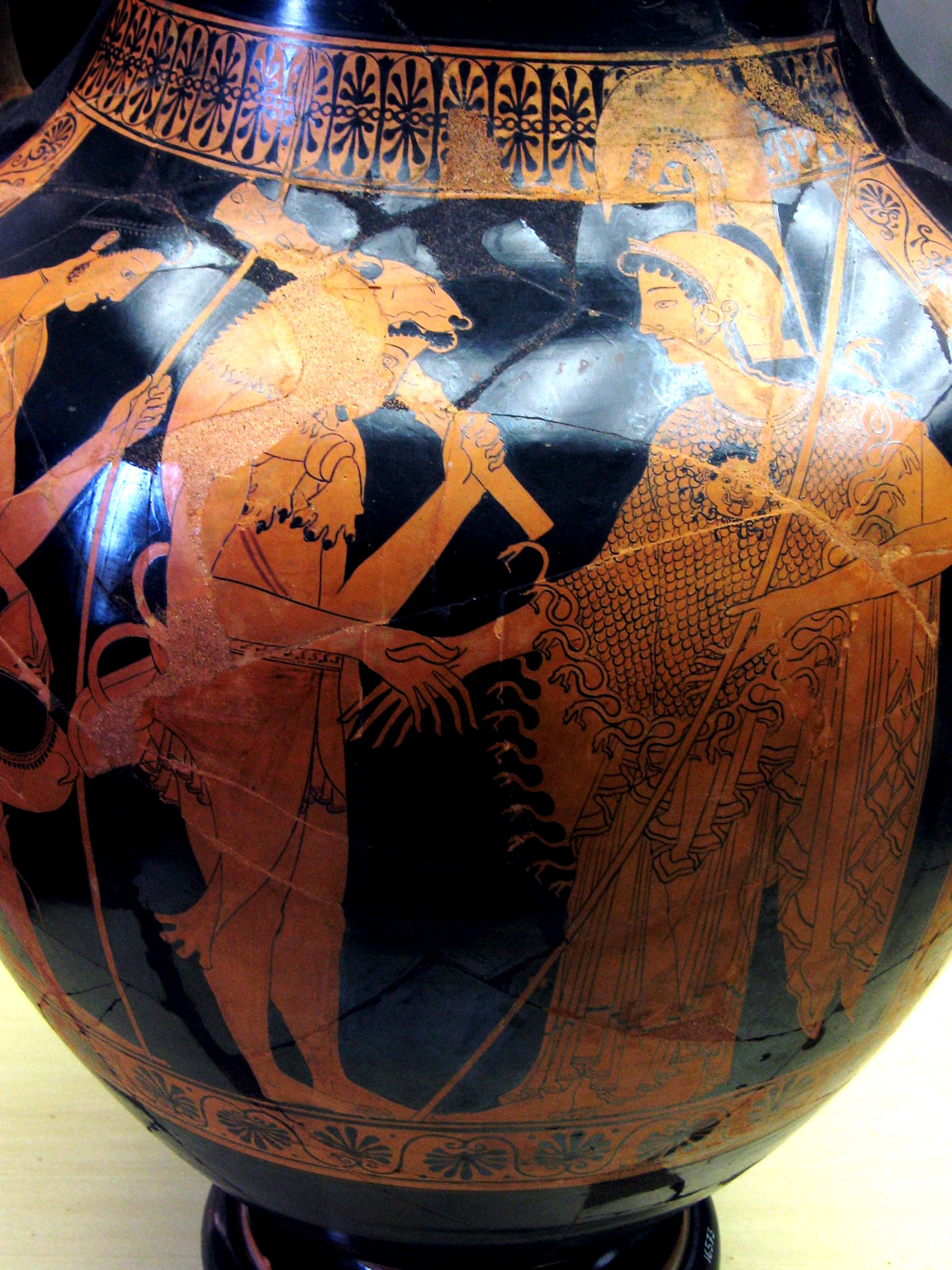
Atena ściska dłoń Heraklesowi, za nim stoi Hylas albo Jolaos. Waza z Muzeum Watykańskiego znaleziona we Włoszech

Bogini obdarzyła swą pomocą między innymi Kadmosowi. Natknąwszy się na smoka pilnującego źródła, syn Agenora pozbawił go życia. Pallas poradziła mu wysiać smocze zęby. Wyrośli z nich olbrzymi, którzy stoczyli między sobą bój. Pięciu ocalało i pomogli oni Kadmosowi założyć miasto, Teby.
Pomagała też Perseuszowi w zabiciu Meduzy. To dzięki Hermesowi i Atenie herosowi udało się odebrać grajom ich jedyne oko oraz ząb, by zmusić je do wyjawienia drogi do gorgon. Para bogów dostarczyła mu także oręża, którym Perseusz odciął Meduzie głowę .
Atena pomagała również Heraklesowi, najsłynniejszemu bohaterowi w mitologii greckiej, jej przyrodniemu bratu. Znienawidzony przez Herę, nieślubny syn Zeusa skazany został na wykonanie prac wedle zlecenia króla mykeńskiego Eurysteusza. Szóstą z nich było wytępienie ptaków stymfalijskich. Były to wielkie bestie przypominające orły o brązowych dziobach i pazurach. Obrały sobie za siedzibę okolice arkadyjskiego jeziora Stymfalos. Ich pożywienie stanowili ludzie. Aby upolować te potwory, Herakles wykorzystał dostarczone mu przez Atenę grzechotki. Ich dźwięk wystraszył ptaki, które wzbiły się w powietrze. Heros mógł je więc wystrzelać, używając do tego swego łuku. Gdy Herakles w swej jedenastej pracy zdobył jabłka Hesperyd, złożono je w ofierze Atenie. W końcu jednak jabłka wróciły do Hesperyd. Córka Zeusa ostrzegła też Heraklesa przed Periklymonosem, najmłodszym synem Neleusa, gdy heros wyruszył przeciwko jego ojcu. Argonauta ten potrafił zmieniać swą postać i zaatakował syna Alkmeny pod postacią pszczoły. Inna wersja mitu opowiada, że przemienił się wtedy w orła. W każdym razie Herakles zabił zwierzę.
Także Tezeusz korzystał z pomocy Ateny.
Tydeusowi chciała nawet zapewnić nieśmiertelność. Zmieniła zdanie, gdy umierający w wojnie siedmiu przeciw Tebom heros rozbił czaszkę Melanipposa i pożarł jego mózg.
Wspólnie z Herą, Afrodytą i Artemidą zajęła się dziećmi Pandareosa, którego zabił Zeus. W końcu jednak dziewczyny zostały uprowadzone przez harpie.
Szczególną opieką obdarzyła jednak Odyseusza, zapewniając mu powrót do domu i odzyskanie władzy. Gdy Odys powrócił do Penelopy, wydłużyła dla nich noc. Odmłodziła nawet jego ojca Laertesa, by pomógł mu w konflikcie z rodzinami zamordowanych zalotników. Zaniechanie przez krewnych zalotników zemsty również zaliczało się do jej zasług. Wspomagała też odyseuszowego syna Telemacha W Odysei pomaga ona tym herosom, przybierając często postać Mentora, przyjaciela Odysa, pod opieką którego Laertyda zostawił syna i majątek.
Z pomocy Pallas skorzystał także Orestes. Pomścił śmierć swego ojca Agamemnona, zabijając za radą Apollina jego morderców: Ajgistosa, a wedle jednej z wersji mitu także jego kochankę, a swoją matkę Klitajmestrę. Po dokonaniu zbrodni matkobójstwa dręczyły go straszliwe wyrzuty sumienia personifikowane przez Erynie. Apollo poradził mu w tej sytuacji stawić się przed ateńskim Areopagiem. Tam za wstawiennictwem samej Ateny go uniewinniono.

#### Gigantomachia
Atena odegrała ważną rolę w walce bogów olimpijskich z gigantami, dając wiele cennych rad. Po zwycięstwie nad synami Ziemi odtańczyła taniec pirryjski, który odtwarzano później w Atenach podczas Panatenajów.

#### Wojna trojańska
Związki Ateny z Troją sięgają czasów daleko sprzed sławnej wojny trojańskiej. Atena przyniosła kiedyś na Olimp posąg, który nazwano palladion. Pietrzykowski nazywa go prymitywnym idolem przedstawiającym boginię w zbroi. Mierzył trzy łokcie wysokości. Przedstawiał boginię stojącą na złączonych nogach z włócznią w ręce prawej, podczas gdy w lewej spoczywały kądziel i wrzeciono. U tego posągu ratunku szukała Elektra, gdy Zeus zapragnął ją posiąść. Pan niebios nie zważał na świętość i dokonał zgwałcenia córki Atlasa, posąg natomiast w gniewie strącił na ziemię. Palladion znaleźli Trojanie i zabrali do swego miasta, do świątyni. Wedle innej wersji mitu palladion, posąg Ateny Pallas, świadomie zesłał Zeus w celu ochrony Ilionu założonego właśnie przez Ilosa (nazwa Troja została mu nadana później). Miał on spaść pod nogi Ilosowi, który uznał to za świadectwo przychylności bogów. W każdym razie Trojanie czcili palladion jako posążek opiekuńczy miasta, chroniący je talizman. Przepowiednia oznajmiła im, że ich miasto nigdy nie padnie, póki będzie się w nim znajdował palladion.
Pośrednim powodem konfliktu był ślub Peleusa i Tetydy. Na wesele nie zaproszono Eris, jako że była boginią niezgody. Ta pojawiła się jednak, rzucając jabłko z napisem „Najpiękniejszej”. Do tego tytułu uprawnione poczuły się Hera, Atena i Afrodyta. Zeus wybrał na sędziego porzuconego w dzieciństwie królewicza trojańskiego Parysa. Hermes zaprowadził skłócone boginie przed Parysa mającego sądzić ich piękno. Wszystkie trzy boginie rozebrały się przed młodzieńcem. Każda z nich próbowała skorumpować sędziego. Hera chciała dać mu władzę nad całą Azją. Atena obiecała chwałę wojenną. Afrodyta zaś zaproponowała Parysowi miłość najpiękniejszej kobiety świata. Królewicz wybrał tę ostatnią propozycję i przyznał jabłko Afrodycie, która pomogła mu również później porwać Helenę, żonę Menelaosa, ze Sparty. Obrażone Hera i Atena znienawidziły Parysa i przez całą wojnę pomagały Achajom przeciwko Trojanom.
Gdy poszkodowany Menelaos oraz Odyseusz przybyli do Ilionu jako posłowie, domagając się oddania Heleny, trojańska kapłanka Ateny, Teano, przyjęła ich życzliwie. Jest to jeden z dwóch wymienianych powodów, dla którego oszczędzono ją podczas rzezi mieszkańców.
Mając w pamięci osąd Parysa, pomimo palladionu w wojnie trojańskiej Ateny trzymała stronę Greków. Tymczasem jej brat Ares zajął przeciwne stanowisko. Spowodowało to między nimi konflikt. Pallas pomogła Diomedesowi, wychowankowi Chejrona, którym się opiekowała, zranić boga wojny, który krzyknął z bólu i uciekł na Olimp.
Gdy wojska achajskie i trojańskie zawarły krótkotrwały rozejm, aby umożliwić pojedynek Menelaosa z Parysem, Atena nakłoniła dobrego łucznika Pandarosa, którego uczył łucznictwa sam Apollo, do strzelenia w Menelaosa. Armie wznowiły walkę. Pandaros zginął w tej bitwie za sprawą Diomedesa.
Razem z Herą troszczyła się o Achillesa. By skłonić Hektora do walki z Pelidą, uciekła się do podstępu. Kiedy Achilles wyzwał księcia trojańskiego na pojedynek i poczęli ścigać się wokół murów Ilionu, przybrała postać Deifobosa, ulubionego brata Hektora, by nakłonić go do walki. Następnie zniknęła, pozostawiając bohaterów samych. Wyrocznia przepowiedziała wcześniej, że Troja nie padnie, póki żył będzie Hektor. Wojownik poległ w tej właśnie walce.
Innym koniecznym dla podbicia Ilionu warunkiem było pozbawienie go chroniącego Troję talizmanu, palladionu. Odyseusz i Diomedes zakradli się nocą do miasta wroga, dostali się do świątyni Ateny i wykradli posążek. Inna wersja mówi, że palladion wydała im kapłanka Ateny imieniem Teano, która wcześniej życzliwie przyjęła Odyseusza i Menelaosa jako posłów. Z tych powodów oszczędzono jej życie podczas mordu dokonywano przez Achajów na Trojanach. Istnieje też wersja mitu, w której Trojanie wykonali kopię idola, którą zabrał ze sobą Eneasz. Osiadł on w końcu w Italii, a posążek w końcu trafił do świątyni Westy w Rzymie. W ten sposób dzięki palladionowi spełniła się inna jeszcze przepowiednia głosząca, że Troja odrodzi się dzięki Rzymowi. Odys i Diomedes wykradli także dwa bielsze od śniegu rumaki Resosa, zabijając ich właściciela, gdyż Ilion miał pozostać niezdobyty, jeśli konie napiją się wody z rzeki Skamander.
Atencją nie darzyła natomiast Ajasa Małego, syna Ojleusa. Gonił on księżniczkę trojańską Kassandrę, która schroniła się przed nim w świątyni Ateny. Wódz nie uszanował tego miejsca, próbując przemocą oderwać dziewczynę od posągu bogini. Grecy uznali ten czyn za świętokradztwo i uznali, że karą za ten uczynek powinno być ukamienowanie. Ajasowi udało się jednak zbiec i wypłynąć na morze. Atena dokończyła jednak dzieła. Zesłała na uciekiniera burzę. Syn Ojleusa, którym opiekował się Posejdon, schronił się na skale. Nie wyciągnął wniosków, przechwalając się, że przeżył gniew Ateny. Wzburzył tym gniew również u boga mórz, który rozbił trójzębem skałę, strącając herosa w bezmiar wód. Nie uśmierzyło to jednak gniewu Pallas. Zesłała na Lokrydę zarazę i nieurodzaj. Gdy mieszkańcy udali się po radę do wyroczni w Delfach, dowiedzieli się, że będą musieli wysyłać co roku przez tysiąclecie po dwie dziewczyny. Jeśli zdołają one uniknąć śmierci z rąk Trojan, chroniąc się w świątyni, zostaną jej kapłankami. Obowiązek ten wypełniano długi czas. Jedną z wysłanych dziewcząt była Periboja.
Partenos natchnęła jednego z wodzów greckich, tchórzliwego Epejosa, który za zgodą Odyseusz zebrał tysiące drewnianych desek. W innej wersji mitu pomysł ten podsunął Agamemnonowi Kalchas, Prylis albo Odyseusz, a Epejos i Panopeus byli tylko wykonawcami. Z desek zbudowano budowlę o kształcie konia, pustą w środku z wejściem na boku. We wnętrzu konia ukryło się około pięćdziesięciu achajskich wojowników, a konia przetransportowano pod mury Troi. Udawano, że chodzi o realizację złożonej niegdyś Atenie obietnicy. Podstęp ten doprowadził do zniszczenia Troi.

### Patronka Aten
Spośród wszystkich greckich polis największym uczuciem darzyła Ateny. Stanęła nawet z Posejdonem do walki o zwierzchnictwo nad Attyką. Oboje starali się zapewnić sobie poparcie miejscowej ludności. Władca morza jako pierwszy zaprezentował im swój dar. Uderzył swym trójzębem w skałę Akropolu. Istnieją dwie różne wersje określające skutek jego działań. Pierwsza mówi, że ze skał wyskoczył rumak. Druga zaś, że wytrysnęło z nich źródło słonej wody. Zwano je morzem z uwagi na bezpośrednie połączenie z morzem. Tymczasem Atena dała ludności drzewo oliwne, dotychczas nieznane w mieście. Po obdarowaniu pierwszego króla Kekropsa nauczyła go, jak dbać o drzewka i jak tłoczyć oliwę. Uznano, że jej dar wiąże się z większymi korzyściami. Mieszkańcy Attyki wybrali na swą patronkę Atenę. Wedle innej wersji to trybunał największych greckich bóstw przyznał zwycięstwo Polias, choć daleki był od jednomyślności. Jeszcze inna podaje, że rywalizujący olimpijczycy wybrali na sędziego pierwszego króla Aten, Kekropsa, który wprowadził w swym mieście kult bogów. Wybór monarchy rozgniewał Posejdona, który zalał Attykę wodą. Jest też wersja, że dziurę w kamieniu wydrążył swoim trójzębem ze złości, gdy przegrał. Przez pamięć o tych wydarzeniach na akropolu czczono dziurę w kamieniu, którą miał wydrążyć trójząb boga morza, a także rosnące na skale drzewo oliwne. Studzienka miała istnieć w Erechtejonie jeszcze w czasach historycznych. Natomiast z pierwszego drzewka posadzonego za świątynią zaszczepiono dwanaście kolejnych, które przesadzono do Akademii, gdzie utworzyły święty gaj. Otaczano je czcią jeszcze w epoce klasycznej, a uprawa oliwek urosła do rangi jednego z najważniejszych źródeł utrzymania mieszkańców.
Mówiono również, że miastu nadał nazwę i poświęcił je bogini Amfiktyon, młody syn Deukaliona i Pyrry, pierwszy, który rozcieńczał wino wodą.
Partenos nie miała własnych dzieci. Zalecał się do niej kiedyś Hefajstos, który się w niej zakochał, spotkał się jednak z odtrąceniem. Postanowił w takim razie zdobyć dziewicę przemocą. W czasie walki, bo Atena potrafiła się bronić, lub ucieczki niewielka ilość spermy boskiego kowala spadła na udo Ateny. Pallas z obrzydzeniem wytarła się, używając do tego kłębka, którzy rzuciła na ziemię. Upadając na ziemię, nasienie Hefajstosa zapłodniło ją. W efekcie ziemia wydała na świat Erichtoniosa.
Bogini wzięła dziecko w opiekę. Do jego wychowania wybrała królową Aten, żonę Kekropsa imieniem Agraulos i ich trzy córki. Kosz w wikliny z Erichtoniosem w środku powierzyła jednej z córek Kekropsa imieniem Aglauros. Wieko było zamknięte, a Pallas zabroniła dziewczynie go otwierać, jednak księżniczka wraz z siostrami Herse i Pandrossos złamała zakaz, uchylając wieka. Z przerażeniem ujrzały dziecko w wężowych splotach. Erichtoniosa strzegły bowiem dwa węże lub też miał on postać w połowie ludzką, w połowie wężową, być może miał tylko ogon węża. Ciekawość sióstr źle się skończyła. Cokolwiek zobaczyły, ten straszny widok wprowadził je w szaleństwo, w akcie którego skoczyły ze skały Akropolu lub też rzuciły się do ucieczki i spadły z tej skały. Chłopiec tymczasem, gdy dorósł, został władcą Aten. To on zapoczątkował w tej polis kult Ateny. Wprowadził panatenaje.
Również w Atenach Polias doznawała największej czci. Uważano ją tam za uosobienie miasta i uosobienie cnót ateńskich.

### Inne zajęcia
Atenę uznawano również za strażniczkę rodziny, patronkę ogniska domowego dbającą o zgodę w małżeństwie i czystość. Pomimo tego sama nigdy nie wstąpiła w związek małżeński. Ani miłość, ani związek nie interesowały jej. Pozostała dziewicą. Gdy Tejrezjasz zobaczył ją nagą w kąpieli, pozbawiła go wzroku. Gdy Hefajstos naraził jej honor, został wyrzucony z Olimpu.
Jako Atena Hygieja opiekowała się też zdrowiem każdego człowieka.
Atena odgrywa również pewną rolę w wierzenia orfickich. Kiedy bowiem tytani za namową Hery rozszarpali ciało Zagreusa, syna Zeusa i Persefony, Pallas uratowała jego serce, które wciąż biło. Oddała je ojcu. Połknął je Zeus lub Semele, którzy spłodzili później Dionizosa.

## Kult
Kult Ateny cechował się niezależnością. Partenos nie łączono z żadnym męskim bogiem. Z tego wynika prawdopodobnie dziewictwo bogini.
W kulcie Ateny ważną rolę odgrywał wąż. Postać taką przyjmował duch opiekuńczy miasta czy domu.
Na cześć Ateny odprawiano też misteria.

### W mitologii
Kapłanką Ateny została Auge. Jej ojciec Aleos panował w Tegei. Prócz córki spłodził jeszcze trzech synów. Wyrocznia delficka przepowiedziała mu, że syn Auge zabije swych wujów. Monarcha nie chciał do tego dopuścić, dlatego uczynił swą córkę kapłanką Ateny, zobowiązaną do dziewictwa aż do śmierci. W mieście gościł jednak heros Herakles, który zmusił Auge do współżycia przemocą, w wyniku czego urodziła ona syna Telefosa. Sprzedano ją wraz z dzieckiem, a później wydano ją za mąż.
W Delfach oddawano również cześć Atenie. Złożono jej tam w ofierze m.in. nieszczęsny naszyjnik Harmonii.
Kapłanką Ateny była też Fojbe, córka Leukipposa, porwana i zaślubiona przez Polideukesa.

### Pierwotny kult
Pierwotnie Atenie oddawano cześć w postaci prymitywnego idola niedużych rozmiarów, zaopatrzonego w hełm, tarczę i włócznię. Taką właśnie postać miał trojański palladion. Żaden z tych idoli nie zachował się do czasów nowożytnych. Wiedza o nich pochodzi jedynie z ich przedstawień namalowanych na wazach.

### W Atenach
Największym ośrodkiem kultu Ateny były Ateny, gdzie mieściły się najokazalsze przybytki bogini i najwspanialsze święta na cześć córki Zeusa.
Najbardziej znany posąg Ateny z czasów archaicznych stał w przyczółku świątyni ateńskiej, w Hekatompedonie. Przedstawiał córkę Zeusa pochylającą się do przodu w długiej, udrapowanej szacie, by przebić giganta swą włócznią.
W Atenach wznosiła się świątynia Ateny Dziewicy (Partenos), zwana Partenon. W środku stał posąg bogini wykonany przez Fidiasza ze złota i kości słoniowej. Przedstawiał Atenę ubraną w hełm, długą, sięgającą stóp szatę i sandały, opierającą się na tarczy lewą ręką, prawą zaś trzymającą boginię zwycięstwa Nike. Spod tarczy wypełzał wąż. Mierzył 12 m wysokości. Do czasów najnowszych zachowały się ruiny tej budowli.
Kapłani Ateny mieli obowiązek dzielenia się ogniem oraz wodą z każdą osobą, która o to poprosi. Nie wolno im było zostawić zwłok bez pogrzebu, wskazać fałszywej drogi ani zabić wołu ciągnącego pług.
Najważniejszym świętem były Panatenaje, obchodzone co 4 lata na początku sierpnia, a więc w czasie żniw. Rozwinęły się jako święto rolnicze, ale w VI wieku p.n.e. Pizystrat wyniósł je na główne święto Aten. Uroczystości te obchodzono z przepychem. Trwały 9 dni. W Odejonie występowali artyści z innych miast, sportowcy mierzyli się w zapasach, urządzano też wyścigi. W malowanych dzbanach przechowywano oliwę ze świętych oliwek należących do Ateny. Stanowiła ona nagrodę dla laureatów. Po konkursach następował taniec pirryjski, do którego grano na fletach. Występowały w nim trzy grupy nieodzianych tancerzy: chłopców, młodzieńców, mężów. Mieli oni na sobie jedynie hełmy na głowach i tarcze na lewych ramionach. Organizowano również konkurs męskiej urody i bieg z pochodniami. Śpiewano do późnej nocy. Kolejnego dnia świąt jeszcze przed świtem rozpoczynano uroczystą procesję z niesionym na rękach lup wyposażonym w koła okrętem zdobionym peplosem wyszywanym przez rok przez 4 dziewice ze znamienitych rodów ateńskich pod kierunkiem kapłanki. Obok szły zwierzęta ofiarne, zarówno krowy, jak i owce, dziewice w białych szatach, dygnitarze, wojsko z jeźdźcami na koniach. Niewolnicy stali w rzędzie razem z cudzoziemcami. Ludzie ci trzymali gałązki dębu. Procesja szła wśród wysprzątanych ulic i domów udekorowanych roślinnością zieloną i kwiatami, odwiedzając święte miejsca w mieście, aż kończyła swój pochód przed świątynią Partenos, której fryz przedstawia taką procesję. Tam zdejmowano peplos ze statku, przekazując go kapłance, by ubrała ona weń stary posąg z drewna. Następnie zabijano zwierzęta ofiarne, by ogień na ołtarzu zaniósł w niebo dym, a ludność mogła zasiąść do stołów. W tym dniu chodzono z wieńcami na głowach, odwiedzano się, śpiewano w gajach czy ogrodach nocą. Na ostatni dzień przypadały regaty w Zatoce Salamińskiej. Święto to zapoczątkować miał Erichtonios. Mówi się także o igrzyskach panatenajskich obchodonych co roku, na których Grecy z Attyki wspólnie oddawali cześć Atenie. Powiększały one zarazem potęgę i utwierdzały jedność Aten.
Ponieważ Pallas była również patronką kowali ateńskich, w mieście tym czczono ją także wspólnie z Hefajstosem w jego świątyni, Hefajstejonie.

## Wpływy
Atena wywarła duży wpływ na inne kultury. W mitologii rzymskiej odpowiada jej Minerwa, stara bogini z Etrurii. Po utożsamieniu jej z Ateną trudne stało się wyłuskanie jej pierwotnych, własnych cech.

## Sztuka
Scenę narodzin Ateny znaleźć można na greckich amforach. Niektóre przedstawienia tej sceny pochodzą już z okresu archaicznego. Podobnie ma się rzecz z wyobrażeniami konkursu piękności sądzonego przez Parysa. Wyróżnia się tutaj fryz skarbca Syfnijczyków w Delfach, bowiem przedstawia trzy boginie pozujące na rydwanach. Zabytek ten ukazuje również Atenę wśród zgromadzenia bogów Olimpu, podobnie jak waza François.
Osobną kategorię stanowią amfory panatenajskie. Pojawiły się one pod koniec pierwszej połowy VI wieku p.n.e., ale przez następne wieku właściwy nie uległy zmianie. Zdobiące je malunki czarnofigurowe przedstawiały po jednej stronie naczynia Atenę w kompletnym rynsztunku wojennym, po drugiej zaś zawody sportowe, jak wyścigi rydwanów czy biegi.
Przełom okresów archaicznego i klasycznego reprezentują chociażby rzeźby z przyczółków świątyni Ateny Afai na Eginie. Posągi te przedstawiają boginię w pozycji stojącej, ubraną w długą szatę, uzbrojoną w tarczę i włócznię, z posągiem na głowie. Obok Ateny znajduje się wyobrażenie sceny bitwy. Przedstawione tam postacie nie dorównują wzrostem bogini. Pomimo rozgrywającej się obok wojny olimpijka zachowuje spokój.
Płaskorzeźby pochodzące z VI i pierwszej połowy V wieku p.n.e., podobnie jak malowidła wazowe z tego okresu, ukazują Atenę najczęściej jako patronkę herosów. Przykład stanowi scena morderstwa Meduzy przez Perseusza na metopie z Selinuntu czy też jego prawnuka Heraklesa na metopach świątyni Zeusa w Olimpii.
Złotym wiekiem ikonografii Ateny Pietrzykowski nazywa jednak okres klasyczny. Wymienia on rzeźbę przedstawiającą boginię napastowaną przez Marsjasza, wykonaną przez Myrona, jak zwykle z hełmem, włócznią i tarczą, ubraną w peplos. Bogini odsuwa się od emanującego brutalnością napastnika.
Posąg bogini dwunastometrowej wysokości stał w Partenonie. Przedstawiał Atenę Partenos z Nike i tarczą. Bogini zwycięstwa spoczywała na kolumience, Atena kładła na niej swą prawą rękę. Drugą kończyną opierała się o tarczę. Bogini ubrana była w długą szatę, układający się w pionowe fałdy peplos. Jej głowę ochraniał hełm zdobiony przedstawieniami mitologicznych zwierząt: gryfów i Sfinksa. Podstawa rzeźby, tarcza i podeszwy sandałów bogini zdobione były dodatkowo płaskorzeźbami: baza ukazywała powstanie Pandory, tarcza wyobrażała zaś zmagania Greków z Amazonkami. Uważa się, że jedna z przedstawionym tam postaci wyobraża samego twórcę, Fidiasza. Dzieło to twórca wykonał z chryzelefantyny. Nieszczęśliwie nie zachowało się ono, toteż wiedza o nim przetrwała tylko dzięki opisom, wizerunkom na gemmach i monetach oraz kopii, przy tworzeniu których zmniejszono wymiary.
Posąg w przyczółku świątyni ukazywał boginię przeszywającą włócznią giganta. Na Akropolu znajdował się posąg Ateny Promachos, bardzo dużych rozmiarów, wykonany z brązu. Przedstawiał boginię stojącą w uzbrojeniu. Przypisuje mu się funkcję tożsamą z latarnią morską, gdyż Promachos trzymała włócznię, której ostrze odbijało promienie słońca i wskazywało w ten sposób statkom drogę do portu. Atena Lemnia wykonana została przez Fidiasza w połowie V wieku p.n.e. Przedstawia córkę Zeusa opierającą się na włóczni trzymanej w lewej ręce. W ręce prawej ma hełm, na który spogląda. Oryginał, który stanowił dar wotywny Lemnijczyków, nie zachował się, w przeciwieństwie do kopii wykonanych przez Rzymian, dzięki którym go zrekonstruowano. Podobnie Atena Warwakjon czy Atena z Palmyry to dzieła Fidiasza.

## W kulturze
- W filmie Zmierzch tytanów z 1981 r. w rolę Ateny wcieliła się Susan Fleetwood. Zeus kazał jej podarować Perseuszowi hełm niewidzialności. Gdy stracił go w walce, miała oddać mu swoją ukochaną sowę Bubo, cechującą się niezwykłą mądrością. Jednak w przeciwieństwie do innych bogów, miała odwagę przeciwstawić się Zeusowi. Zamówiła u Hefajstosa robota o inteligencji i wyglądzie Bubo. To dostał Perseusz.
- W serialu anime i mandze Rycerze Zodiaku z 1986 r. w rolę Ateny wcieliła się księżniczka o imieniu Saori Kido, która jest grecką cesarzową, została uratowana przez Seiyę przed śmiercią w Sanktuarium, Asgardzie, Królestwie Posejdona, Hadesa, Piekle i Elizjum.